# Springnäbbmöss
Springnäbbmöss (Macroscelididae) är den enda familjen i ordningen Macroscelidea i djurklassen däggdjur. Familjen innehåller 15 arter av insektsätande små däggdjur som alla lever i Afrika.

## Utseende
Alla arter av springnäbbmöss är fyrfota. Bålen är kort och tjock och de har en smal svans täckt av korta hår. Denna svans är för det mesta kortare än kroppen. Den sammanlagda längden ligger vanligen mellan 10 och 30 centimeter. De väger oftast mellan 25 och 280 gram, men det finns arter som väger upp emot ett halvt kilogram. Pälsen är tät och mjuk.
Springnäbbmössen har relativt långa, smala bakben som är betydligt längre än frambenen och nästan hårlösa. På framfötterna är de tre mellersta tårna lika långa och tummen sitter högt. På bakfötterna finns fem, undantagsvis fyra korta, fina tår med korta, svaga, starkt krökta klor.
Ögonen och de rätt utstående öronen är stora. Springnäbbmössen har nosen utdragen till en snabel som är mycket rörlig. Nosen har på mitten enbart ett par hårstrån medan spetsen är helt hårlös. Springnäbbmössen har långa morrhår.
Den allmänna tandformeln är I 1-3/3 C 1/1 P 4/4 M 2/2-3, alltså 36 till 42 tänder. Hos ett släkte faller de övre framtänderna bort efter ett tag. Skallen har väl utvecklade okbågar.
Tarmen är lång med blindtarm.

## Utbredning
I Afrika saknas arterna i västra delen och i Sahara. De bor i halvöknar, savanner, taggiga buskskogar och fuktiga tropiska skogar.

## Systematik
En äldre benämning på gruppen var snabelmöss eller elefantnäbbmöss. Tidigare har springnäbbmössen räknats till insektsätarna (Insectivora), men moderna studier motsäger detta.
Familjen indelas i fyra släkten med sammanlagt 15 arter:
- Elephantulus omfattar tio arter och är det enda släktet i familjen som är representerat i Nordafrika.
  - Elephantulus brachyrhynchus
  - Elephantulus edwardii
  - Elephantulus fuscipes
  - Elephantulus fuscus
  - Elephantulus intufi
  - Elephantulus myurus
  - Elephantulus revoili
  - Elephantulus rozeti
  - Elephantulus rufescens
  - Elephantulus rupestris
- Macroscelides
  - Macroscelides proboscideus bor i torra områden i sydligaste Afrika
  - Macroscelides micus lever i västra Namibia
- Petrodromus
  - fyrtåig elefantnäbbmus (Petrodromus tetradactylus) är en av de största arterna och är skogslevande.

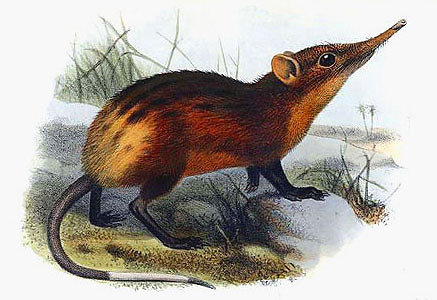
Rhynchocyon chrysopygus

- snabelhundar omfattar fyra arter; de största av springnäbbmössen.
  - Rhynchocyon chrysopygus
  - Rhynchocyon cirnei
  - Rhynchocyon petersi
  - Rhynchocyon udzungwensis[4]

Ett kladogram över släktena skulle kunna vara:
```
Macroscelididae
 |--
Rhynchocyon
 - snabelhundar
 |--Macroscelidinae
      |--
Macroscelides

      |--N.N.
          |--
Petrodromus

          |--
Elephantulus
```

## Beteende
Springnäbbmössen lever huvudsakligen på insekter och andra små djur vilka de mestadels hämtar från växtavfall. De äter även frön och växtskott. De är huvudsakligen dagaktiva. Springnäbbmössen bor i hålor och skrevor i marken eller i träd. Ofta använder de hålor grävda av andra arter, eftersom de själva inte är så duktiga grävare.
Hannar och honor lever ofta i monogama par som delar ett revir.
De använder sig av två gångarter; en långsammare där alla fyra benen används, och en snabbare där enbart bakbenen används.